# Double Oak
Double Oak è un centro abitato degli Stati Uniti d'America, situato nella contea di Denton dello Stato del Texas.
La popolazione era di 2.867 persone al censimento del 2010.

## Geografia fisica
Double Oak è situata a 33°03′52″N 97°06′38″W (33.064331, -97.110690).
Secondo lo United States Census Bureau, ha un'area totale di 2,5 miglia quadrate (6,4 km²), di cui 2,4 miglia quadrate (6,3 km²) di terreno e 0,039 miglia quadrate (0,1 km²), o 1,48%, d'acqua.

## Società

### Evoluzione demografica
Secondo il censimento del 2000, c'erano 2.179 persone, 682 nuclei familiari e 632 famiglie residenti nella città. La densità di popolazione era di 1.001,4 persone per miglio quadrato (385,9/km²). C'erano 709 unità abitative a una densità media di 325,8 per miglio quadrato (125,6/km²). La composizione etnica della città era formata dal 94,08% di bianchi, l'1,15% di afroamericani, lo 0,64% di nativi americani, lo 0,96% di asiatici, l'1,10% di altre razze, e il 2,07% di due o più etnie. Ispanici o latinos di qualunque razza erano il 3,90% della popolazione.
C'erano 682 nuclei familiari di cui il 47,9% aveva figli di età inferiore ai 18 anni, l'89,0% erano coppie sposate conviventi, il 2,2% aveva un capofamiglia femmina senza marito, e il 7,2% erano non-famiglie. Il 5,4% di tutti i nuclei familiari erano individuali e l'1,2% aveva componenti con un'età di 65 anni o più che vivevano da soli. Il numero di componenti medio di un nucleo familiare era di 3,19 e quello di una famiglia era di 3,31.
La popolazione era composta dal 30,1% di persone sotto i 18 anni, il 5,7% di persone dai 18 ai 24 anni, il 26,5% di persone dai 25 ai 44 anni, il 32,4% di persone dai 45 ai 64 anni, e il 5,4% di persone di 65 anni o più. L'età media era di 39 anni. Per ogni 100 femmine c'erano 98,1 maschi. Per ogni 100 femmine dai 18 anni in giù, c'erano 98,8 maschi.
Il reddito medio di un nucleo familiare era di 113.400 dollari, e quello di una famiglia era di 114.063 dollari. I maschi avevano un reddito medio di 81.398 dollari contro i 47.417 dollari delle femmine. Il reddito pro capite era di 41.632 dollari. Circa lo 0,3% delle famiglie e l'1,4% della popolazione erano sotto la soglia di povertà, incluso nessuno sotto i 18 anni di età o di 65 anni o più.